# Diplothorax sangayi
Diplothorax sangayi är en skalbaggsart som beskrevs av Holzschuh 1989. Diplothorax sangayi ingår i släktet Diplothorax och familjen långhorningar. Inga underarter finns listade i Catalogue of Life.